# Реон (Мёрт и Мозель)
Рео́н (фр. Réhon) — коммуна во французском департаменте Мёрт и Мозель региона Лотарингия. Относится к кантону Мон-Сен-Мартен.

## География

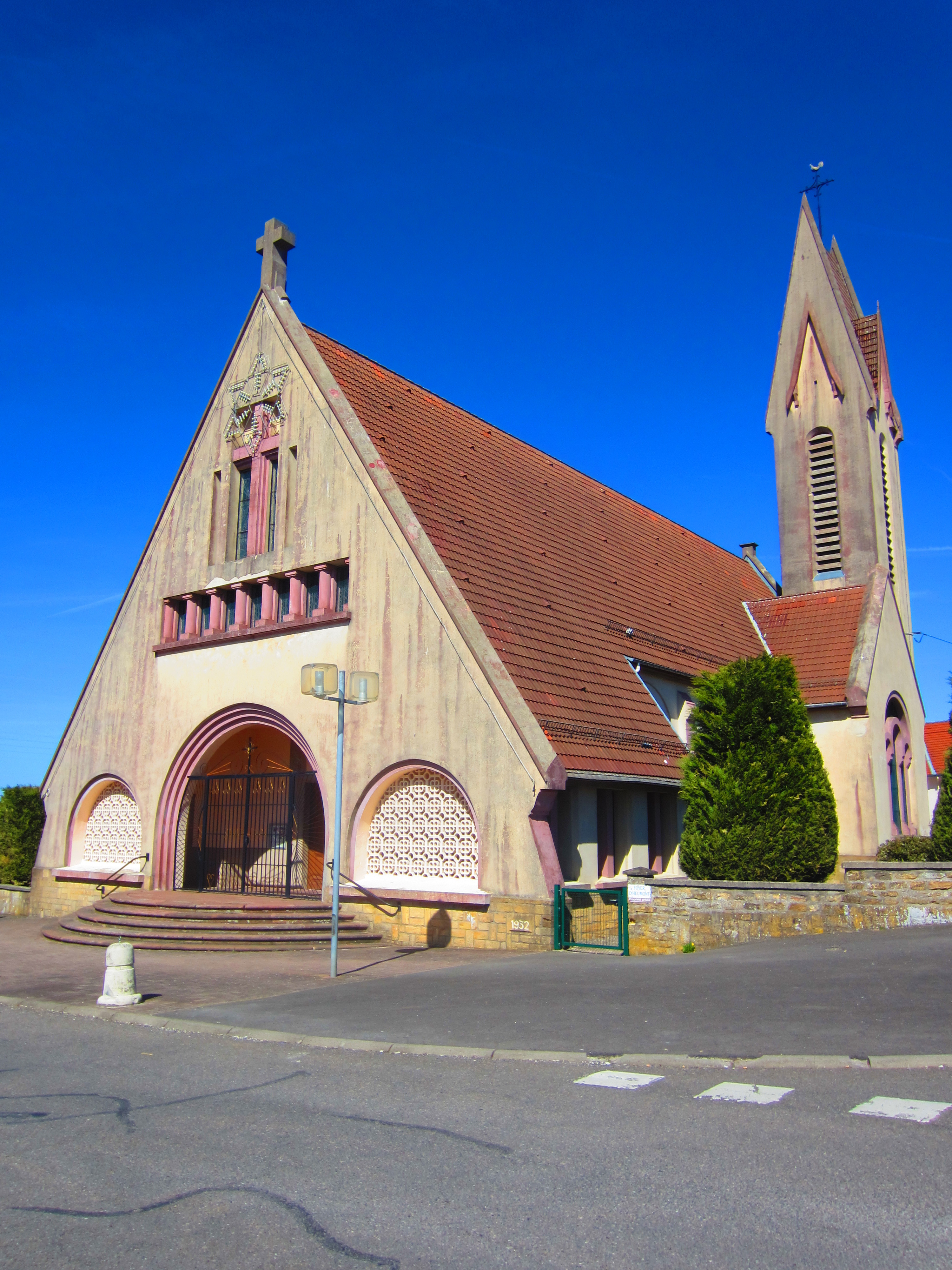
Часовня Сент-Элуа

Реон расположен в 55 км к северо-западу от Меца. Соседние коммуны: Лонгви на севере, Мекси на востоке, Шеньер и Кютри на юге, Лекси на западе.

## История
Реон в основном был известен своим металлургическим заводом в Провиданс (закрыт в 1987 году).

## Металлургия
В 1866 году в Реоне были сооружены 2 доменные печи, а в 1878 — ещё одна и в 1914 году было получено 180 тыс. тонн чугуна. После Первой мировой войны вошли в строй 4-я и 5-я печи (1922 и 1930 год). К 1955 году 5 домен производили 43 тыс. тонн чугуна в месяц. Однако в начале 1980-х годов домны были затушены и производство прекращено.

## Демография
Население коммуны на 2010 год составляло 3719 человек.
| 1962 | 1968 | 1975 | 1982 | 1990 | 1999 | 2010 |
| ---- | ---- | ---- | ---- | ---- | ---- | ---- |
| 5696 | 5174 | 4640 | 3750 | 3168 | 3203 | 3719 |

## Галерея

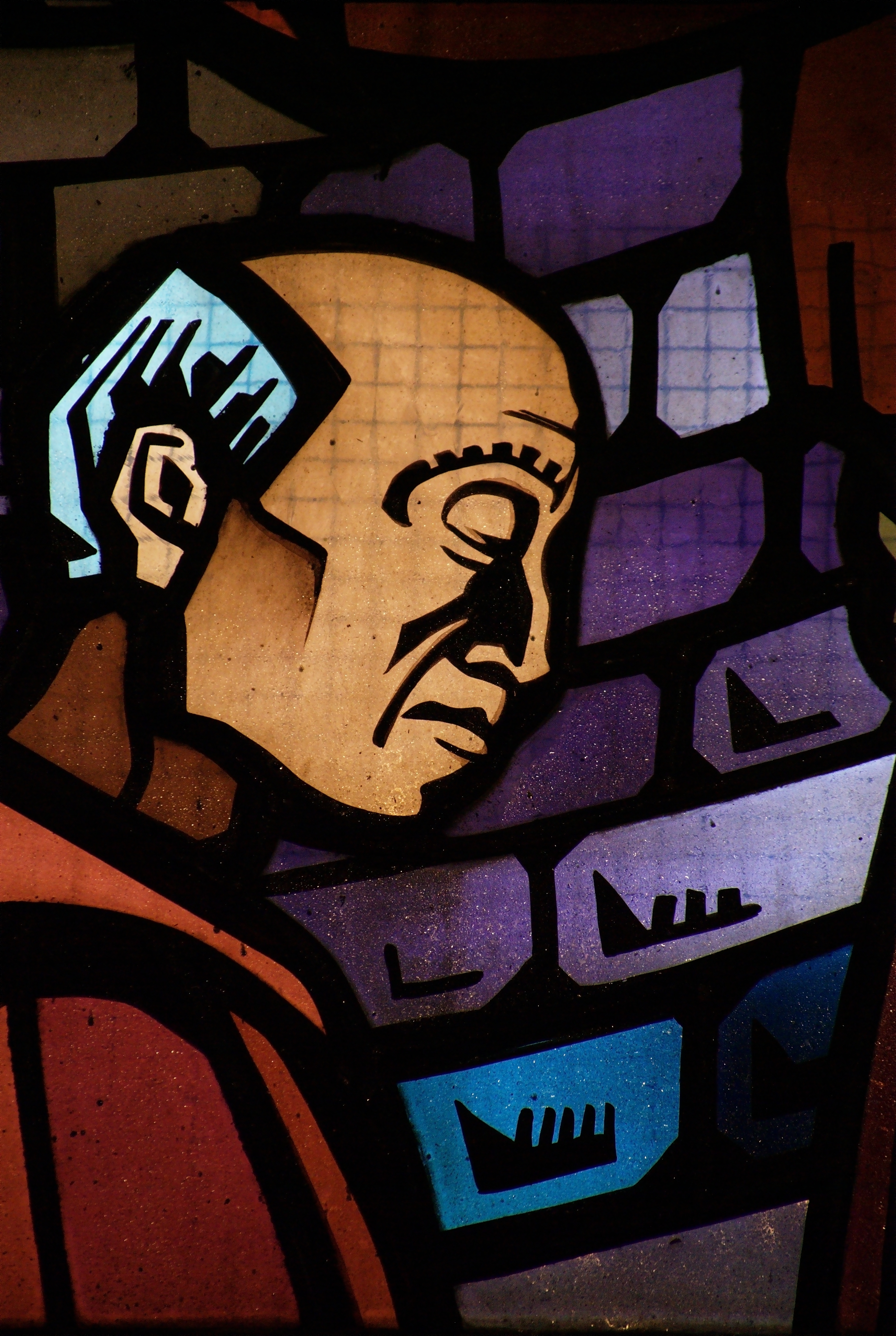
Витраж Жака Грубера в церкви Сент-Женевьеве
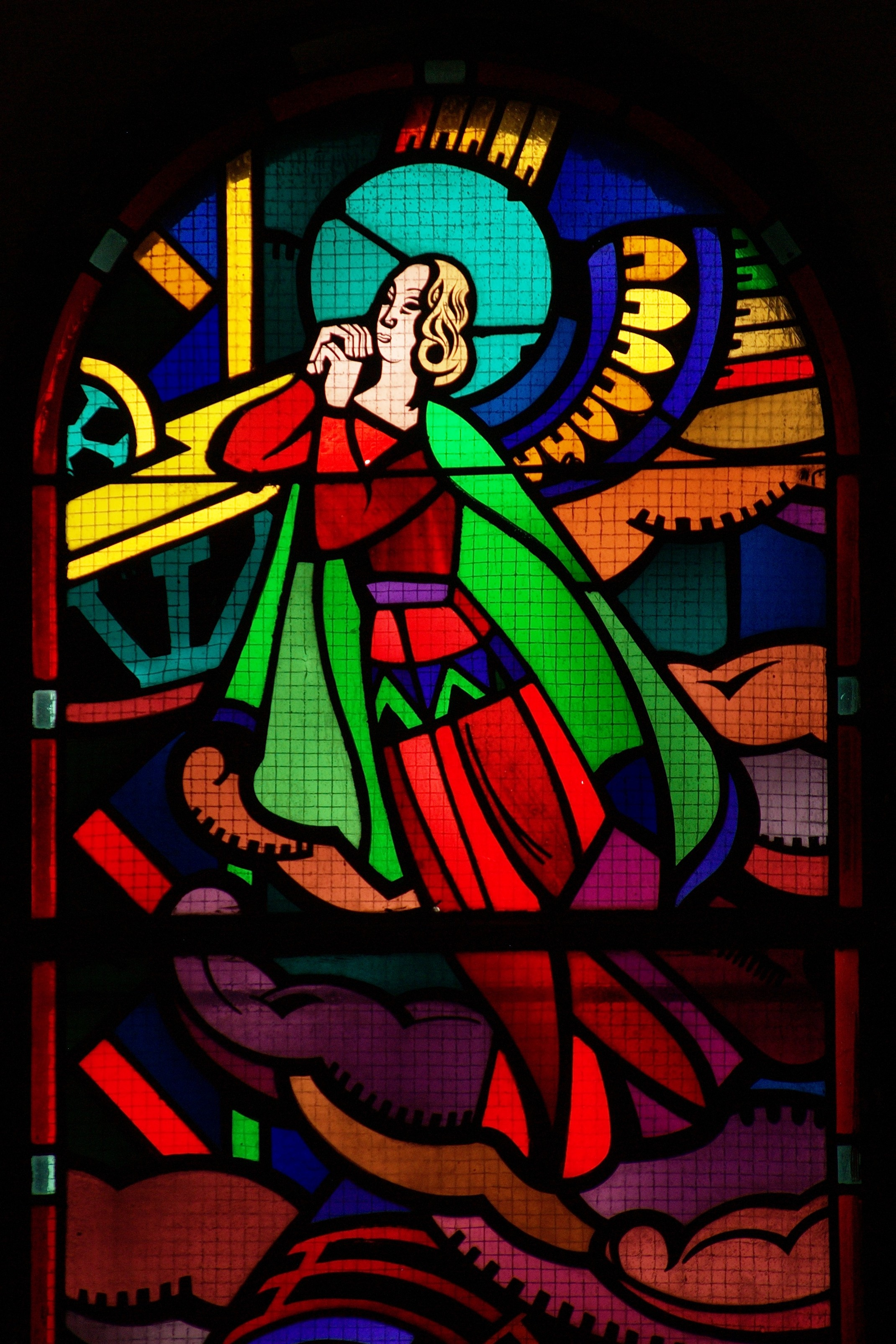
Витраж Жака Грубера
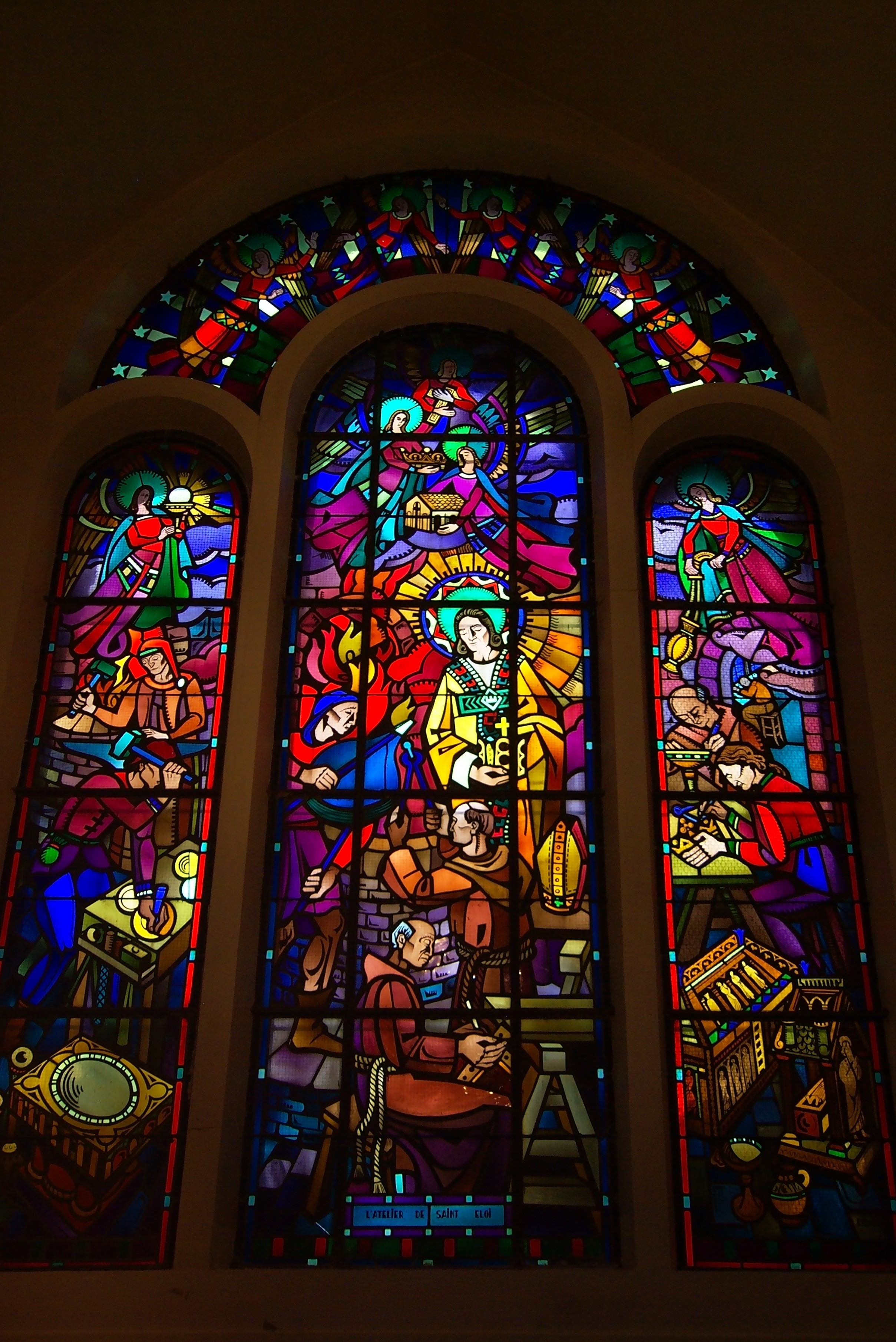
Витраж Жака Грубера